# Évacuation de Dunkerque
Pendant la Seconde Guerre mondiale
L'évacuation de Dunkerque, communément appelée le miracle de Dunkerque et désignée sous le nom de code opération Dynamo par les Britanniques, est un épisode de la Seconde Guerre mondiale consistant en l'évacuation des soldats alliés des plages et du port de Dunkerque, en France, entre le 26 mai et les premières heures du 4 juin 1940, après que ces troupes britanniques, françaises et belges ont été coupées de leurs arrières par l'armée allemande, durant la bataille de Dunkerque,.
Pour rappel, l'évacuation des troupes britanniques est ordonnée le 26 mai 1940 sans concertation avec les autorités françaises et belges. Ce sauvetage rend ainsi irréalisable le plan de contre-attaque prévu pour réaliser la jonction des armées françaises et britanniques ; il laisse, en outre, sans défense le flanc droit de l'armée belge.
Dans un discours à la Chambre des communes, Winston Churchill qualifie les événements en France de « désastre militaire colossal », rappelant que « la racine, le noyau et le cerveau de l'armée britannique » ont été bloqués à Dunkerque et semblent sur le point de périr ou d'être capturés. Le 4 juin dans son discours « We Shall Fight on the Beaches » (« Nous nous battrons sur les plages »), il salue l'arrivée des secours comme un « miracle de la délivrance ».
Le premier jour de l'Opération Dynamo, seulement 7 011 hommes sont évacués, mais au neuvième jour, un total de 338 226 soldats (198 229 Britanniques, 139 997 Franco-belges dont 16 816 Belges ) sont sauvés par une flottille de 850 bateaux rassemblés à la hâte. Beaucoup de soldats ont ainsi pu s'embarquer à partir de la digue de protection du port de Dunkerque, au moyen de 42 destroyers britanniques et autres grands navires, tandis que d'autres ont à patauger depuis les plages vers les navires, attendant pendant des heures de pouvoir monter à bord, de l'eau de mer arrivant jusqu'aux épaules. Des milliers de soldats sont évacués depuis les plages vers les plus grands navires, par les « petits navires de Dunkerque », une flottille hétéroclite d'environ 700 bateaux de la marine marchande, de la flotte de pêche, de la flotte de plaisance et des canots de la Royal National Lifeboat Institution, le plus petit étant le Tamzine, un bateau de pêche de 4,6 m de long opérant sur la Tamise. Bateau qui est visible à présent à l'Imperial War Museum. Les équipages civils sont également invités à prendre du service, vu l'urgence. Le « miracle des petits bateaux » demeure inscrit dans la mémoire populaire au Royaume-Uni,.
L'opération Dynamo tient son nom de la salle de la dynamo (générateur électrique) du quartier général naval situé dans les profondeur du château de Douvres, qui contient les équipements qui alimenteront le bâtiment en électricité, tout au long de la guerre. C'est en cette salle que le vice-amiral britannique Bertram Ramsay planifie l'opération et qu'il informe Winston Churchill de son exécution.

## Prélude
Sans en informer les Français, les Britanniques commencèrent le 20 mai à planifier l'opération Dynamo, l'évacuation du Corps expéditionnaire britannique (BEF),. Les navires de la Royal Navy commencèrent à se rassembler à Douvres pour l'évacuation. Le 20 mai, le BEF envoya le brigadier Gerald Whitfield à Dunkerque pour commencer l'évacuation du personnel inutile. Dépassé par ce qu'il décrivit plus tard comme « un mouvement quelque peu alarmant vers Dunkerque, tant de la part des officiers que des hommes », en raison d'une pénurie de nourriture et d'eau, il dut en renvoyer de nombreux sans vérifier soigneusement leurs qualifications. Même les officiers ayant reçu l'ordre de rester sur place pour faciliter l'évacuation disparurent à bord des bateaux.
Le 22 mai, Churchill ordonna à la BEF d'attaquer vers le sud en coordination avec la Première armée française sous le commandement du général Georges Blanchard pour renouer avec le reste des forces françaises. Cette action proposée fut surnommée le plan Weygand d'après le général Maxime Weygand, nommé commandant suprême après le limogeage de Gamelin le 18 mai. Deux bataillons de la 20th Guards Brigade sont débarqués à Boulogne-sur-Mer pour en assurer la défense. Les destroyers britanniques HMS Keith, HMS Vimy et HMS Whitshed participent à l’opération qui est rendue très dangereuse par les tirs allemands. La situation à Boulogne est telle que les troupes britanniques doivent être évacuées le lendemain. Les destroyers HMS Keith, HMS Vimy et HMS Whitshed retournent à Boulogne, aidés par les destroyers HMS Venetia, HMS Venomous, HMS Vimiera et HMS Wild Swan, envoyés en renfort par l’Amirauté britannique afin d’accélérer l’évacuation de Boulogne. Les navires font la navette toute la journée avec l’Angleterre et évacuent presque la totalité des troupes, à l’exception de 300 hommes resté sur place, soit 4 368 hommes. Tous les navires, sauf un seul, sont endommagés, soit par l'aviation, soit par les batteries côtières installées sur les hauteurs de Boulogne. Le destroyer britannique HMS Vimiera est le dernier à quitter Boulogne avec 1 400 hommes à bord dans la nuit du 23 au 24.
Le 23 mai, à la suggestion du commandant de la Quatrième armée, le général-feldmarschall Günther von Kluge, Gerd von Rundstedt avait ordonné aux unités de panzers de s'arrêter, préoccupé par la vulnérabilité de ses flancs et la question de l'approvisionnement de ses troupes avancées,. Il craignait également que le terrain marécageux autour de Dunkerque ne se révèle impropre aux chars et il souhaitait les conserver pour des opérations ultérieures (dans certaines unités, les pertes de chars étaient de 30 à 50 %). Hitler était également inquiet et, lors d'une visite au quartier général du groupe d'armées A, le 24 mai, il approuva l'ordre.
Le 24 mai, les troupes Allemandes avaient capturé le port de Boulogne et encerclé Calais où les Britanniques avaient débarqué trois bataillons d’infanterie et un régiment de chars le jour précédent. En mer, les destroyers soutiennent leur infanterie mais la situation est très compromise. L’Amirauté décide qu’il n’y aura pas d’évacuation et les troupes reçoivent l’ordre de lutter jusqu’au bout dans Calais, avec le soutien, au large, des croiseurs britanniques HMS Arethusa et HMS Galatea, secondés par les destroyers britanniques HMS Grafton, HMS Greyhound, HMS Wolfhound et HMS Wolsey.
Les ingénieurs de la 2e division Panzer sous le commandement du général-major Rudolf Veiel construisirent cinq ponts sur la ligne du canal de la Lys, un seul bataillon britannique barrait la route vers Dunkerque. Des écluses avaient été ouvertes tout le long du canal pour inonder le système et créer une barrière (la ligne du canal) contre l'avancée allemande.
Le 25 mai, la ville et le port de Calais, sous le commandement du général Nicholson, tombent aux mains des Allemands dans la soirée. Le commandant en chef de la BEF, lord Gort dut abandonner tout espoir d'atteindre l'objectif du plan Weygand et se retira de sa propre initiative, avec les forces de Blanchard, derrière le canal de la Lys, qui atteignait la mer à Gravelines.
L'ordre de l'arrêt a fait l'objet de nombreuses discussions par les historiens,. Heinz Guderian a considéré le défaut de commander un assaut en temps opportun contre Dunkerque comme l'une des principales erreurs allemandes sur le front ouest. Rundstedt l'a appelé "l'un des grands tournants de la guerre", et Erich von Manstein l'a décrit comme "l'une des erreurs les plus critiques d'Hitler". Basil Henry Liddell Hart a interviewé de nombreux généraux après la guerre et a mis en place une image de la pensée stratégique d'Hitler en la matière: Hitler croyait qu'une fois que les troupes britanniques auraient quitté l'Europe continentale, elles ne reviendraient jamais.

## Évacuation

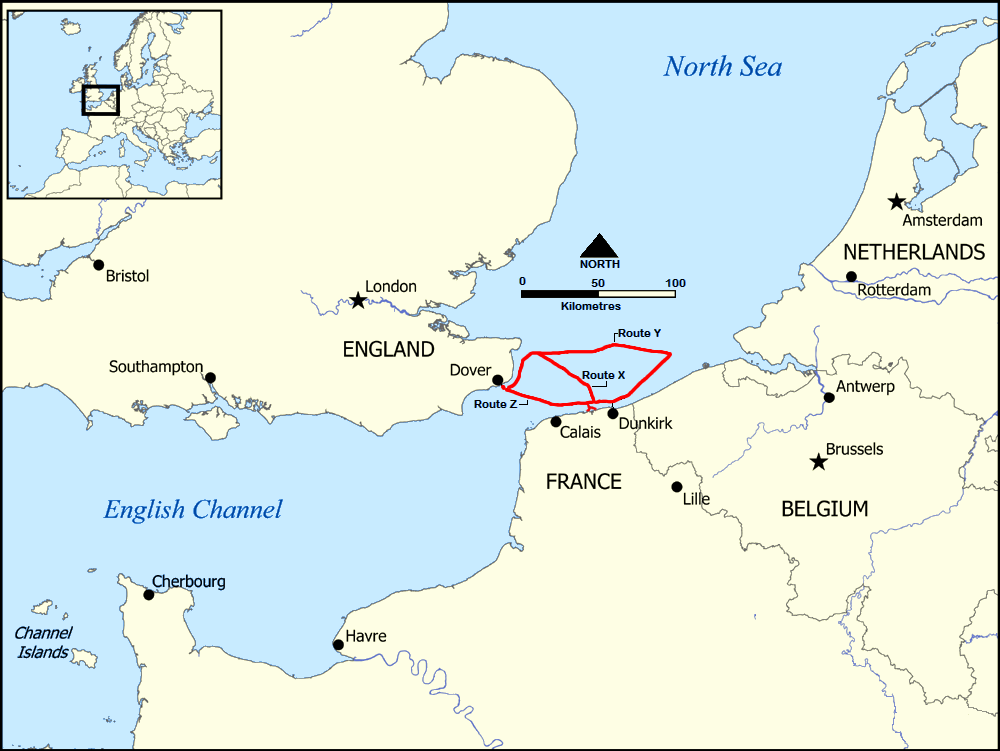
Zone de l'évacuation.

Soldats anglais en retraite, Dunkerque.

En raison de la censure, en temps de guerre, et de la volonté de maintenir le moral de la nation, la pleine mesure du déroulement du « désastre » autour de Dunkerque n'a pas ou peu été médiatisée. Toutefois, la situation catastrophique des troupes a conduit le roi George VI à appeler à une semaine sans précédent de prière.
Le 26 mai, partout dans le pays, les gens priaient pour une délivrance miraculeuse. L'archevêque de Canterbury a conduit les prières « pour nos soldats en situation de grand péril en France ». Des prières similaires ont été adressées dans les synagogues et les églises à travers toute la Grande-Bretagne ce jour-là. Ceci confirme que le public soupçonnait une situation désespérée côté troupes. Devant la situation, Churchill décide l’évacuation du Corps Expéditionnaire Britannique et l’Amirauté britannique déclenche l’opération Dynamo à 18h57.
Les plans initiaux prévoyaient le sauvetage de 45 000 hommes du Corps expéditionnaire britannique (BEF) en deux jours, délai au bout duquel il était attendu que les unités allemandes seraient en mesure de bloquer toute nouvelle évacuation. Seuls 25 000 hommes ont été embarqués pendant cette période, dont 7 000 le premier jour. Dix destroyers supplémentaires ont rejoint l'opération de sauvetage le 26 mai et ont tenté de participer en début de matinée du 27. Ils ont toutefois été incapables d'approcher suffisamment près des plages, bien que plusieurs milliers de soldats eurent été secourus. Toutefois, le rythme de l'évacuation de la poche de Dunkerque, qui ne cessait de se rétrécir, augmenta régulièrement.
Dans la journée du 27 mai, la ville de Dunkerque subit une destruction massive. 30 000 bombes incendiaires et 15 000 bombes explosives s’abattent et plusieurs centaines de civils sont tués. Les attaques aériennes visent les infrastructures portuaires et industrielles, le réseau de transport, les centres administratifs, les bâtiments militaires et les lieux élevés utilisés pour la surveillance aérienne. La flotte d’évacuation est déviée vers les plages car le chaos règne dans le port de Dunkerque. Toutefois, l’aviation allemande délaissant la jetée qui protège l’avant-port, le chef d’état-major ordonne aux navires d’y accoster pour charger des troupes dans la nuit.

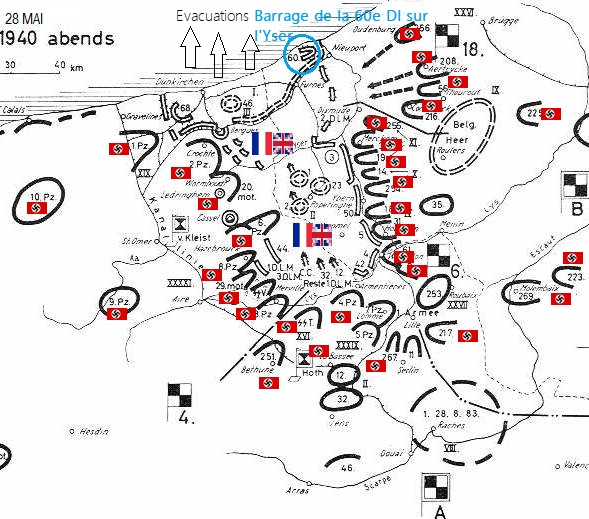
Défense de Dunkerque le 28 mai

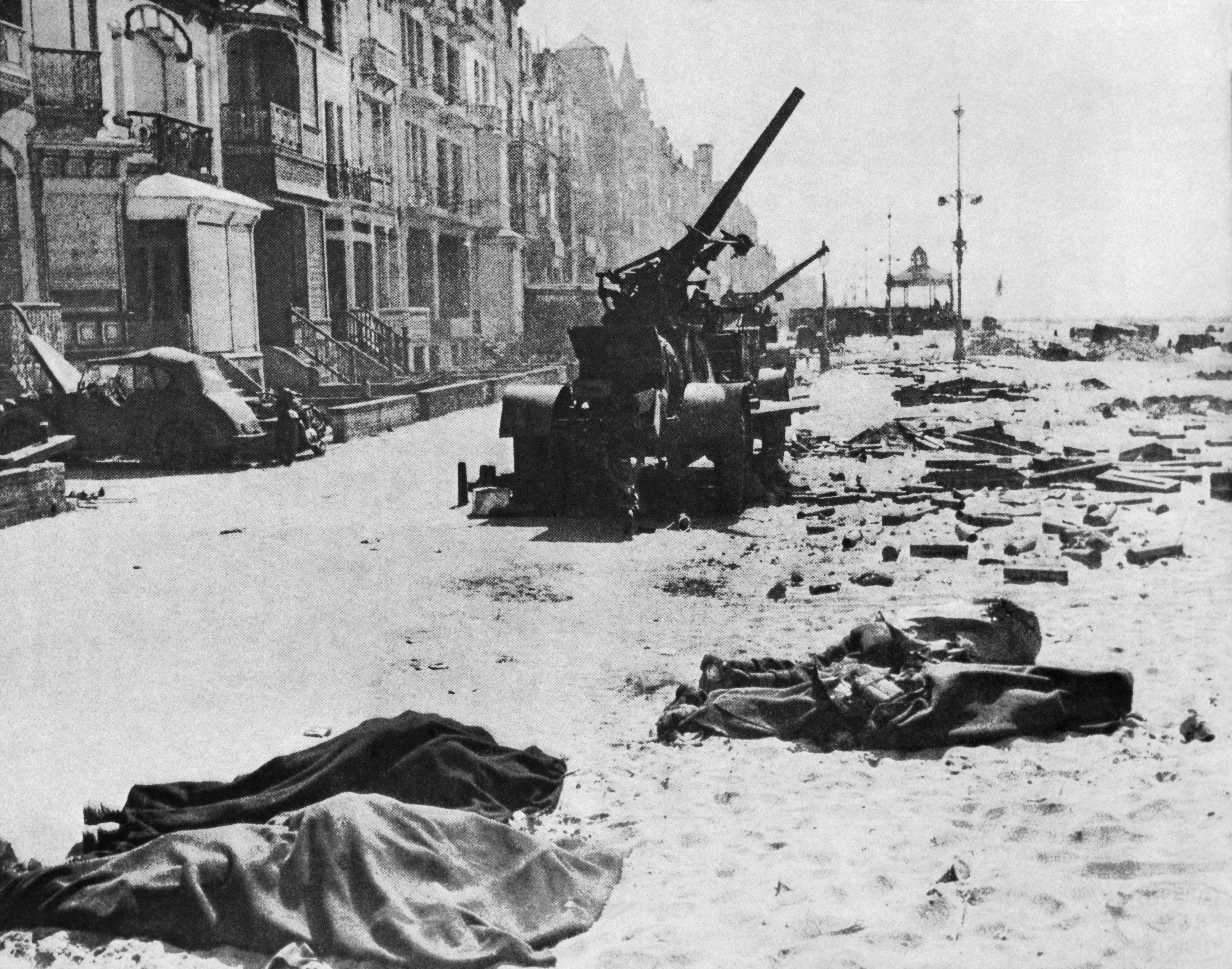
Des canons antiaériens britanniques abandonnés à Dunkerque

Le 28 mai, afin d’accélérer la cadence des évacuations, des petits navires à moteur sont réquisitionnés pour embarquer les militaires à partir du rivage. Les manœuvres sont complexes en raison de l’inexpérience des soldats dans le domaine maritime mais elles sont favorisées par une météo généralement clémente. À cette date, le Haut Commandement français donne l’ordre aux troupes françaises de se replier vers le littoral. Le général Weygand autorise une évacuation progressive par la mer. La marine française organise une flotte d’évacuation et de ravitaillement
Le 29 mai, 47 000 soldats britanniques furent sauvés, malgré la première attaque aérienne massive de la Luftwaffe dans la soirée. Les états-majors se réunissent suite aux incidents entre les Français et les Britanniques sur les plages pour spécifier les zones d’embarquements. Les Britanniques s’embarqueront depuis la partie est des plages et du port, les Français utiliseront l’ouest du dispositif. Les troupes françaises se rassemblent à Bray-Dunes dans un camp de regroupement, le camp des Dunes, dans l’attente de leur évacuation.
Le 30 mai, des soldats britanniques commencent à construire plusieurs jetées de camions sur les plages pour y faciliter les embarquements. Le retour sur le rivage des embarcations utilisées par les soldats pour rejoindre les navires au large est maintenant bien contrôlé, leur récupération étant assurée par de petits canots à moteur venus d’Angleterre. Le gouvernement britannique ordonne au général Gort d’organiser l’embarquement des troupes françaises et britanniques en proportions égales. 54 000 hommes supplémentaires, ont embarqué, dont les premiers soldats français.
Le 31 mai, l’évacuation se poursuit dans des conditions plus difficiles car la brise de mer soulève des vagues le long du rivage, gênant profondément les embarquements à partir des plages : de nombreux canots et yachts s’échouent et sont abandonnés. L’après-midi, des petits navires (les Little Ships) arrivent par centaines sur la côte française : scutes, remorqueurs, barges, yachts, vedettes, convois de bateaux de pêche français, belges et britanniques. Dans le camp des dunes, déplacé à l’ouest de Malo-les-Bains, les soldats sont rassemblés et forment des groupes de 50 hommes pour embarquer. 68 000 hommes et le commandant de la BEF, Lord Gort, ont évacué ce jour.
Le 1er juin, 64 000 soldats alliés supplémentaires sont partis, avant que les attaques aériennes n'empêchent l'évacuation de jour de se poursuivre. En effet, le théâtre des opérations connaît la plus violente attaque aérienne allemande de toute l’évacuation. De nombreux navires français et britanniques sont touchés et coulent. Les hommes sont mitraillés sur les plages. En fin d’après-midi, il est décidé de suspendre les évacuations de jour : elles s’effectueront désormais entre 21h00 et 3h30 du matin.
L'arrière-garde britannique quitta la France dans la nuit du 2 juin, avec 60 000 soldats français. Les torpilleurs français accostent à la jetée d’embecquetage dans l’ouest du port, les paquebots et les destroyers britanniques à l’extrémité de la jetée est. Les dragueurs de mines et les barges rejoignent les plages. Un contingent de 26 000 soldats français supplémentaires sera extrait pendant la nuit suivante avant l’achèvement de l’opération.
Deux divisions françaises demeurèrent en retraite afin de protéger le gros de l'évacuation. Bien qu'elles aient stoppé l'avance allemande, elles furent ensuite capturées. Le reste de l'arrière-garde, essentiellement française, se rendit le 3 juin 1940.
Le 4 juin à 3 h 40, les deux cargos à vapeur SS Moyle et SS Pacifico sont coulés pour obstruer l’entrée du port. Le dernier destroyer, le HMS Shikari (1919) (en), quitte Dunkerque ayant effectué un total de sept voyages et ayant contribué au retour de 3 349 soldats. La BBC rapportera que « le major-général Harold Alexander [le commandant de l'arrière-garde] a inspecté les rivages de Dunkerque depuis un bateau, ce matin, pour s'assurer que personne n'avait été laissé derrière avant de prendre le dernier bateau pour la Grande-Bretagne. »,. L’opération Dynamo est terminée.

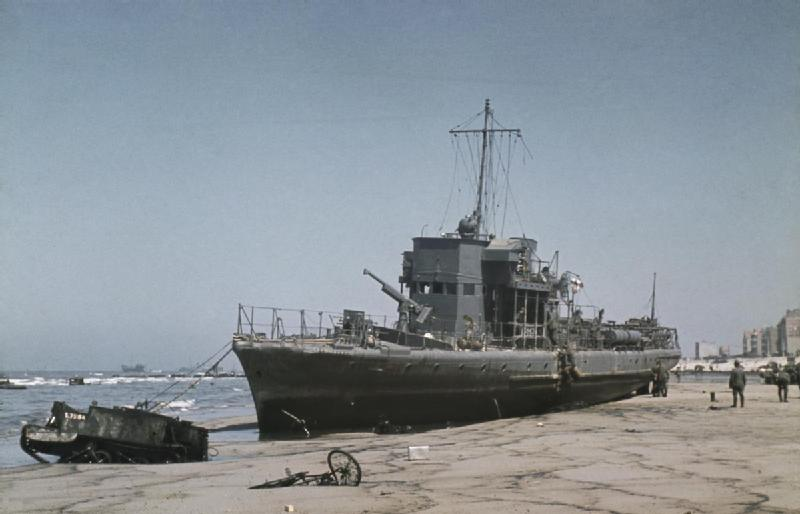
Un patrouilleur côtier français échoué à Dunkerque le 4 juin 1940

Le 4 juin à 9 h 40, la 18e armée allemande de la Wehrmacht commandée par le général von Küchler, occupe Dunkerque, 40 000 soldats français sont faits prisonniers.

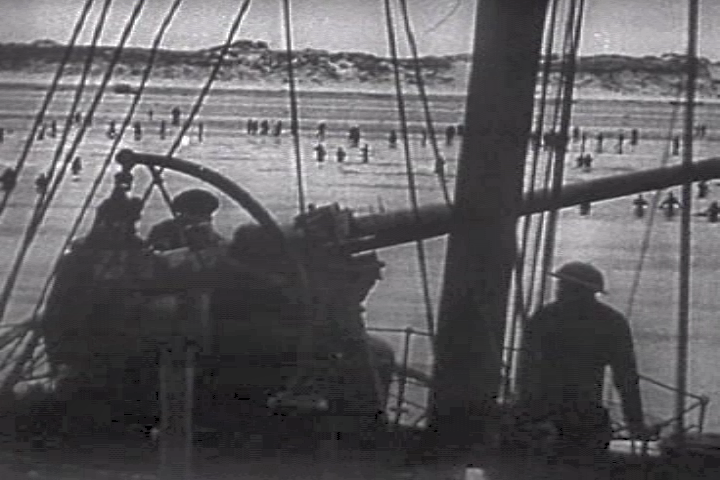
Canonnier de la Royal Navy protégeant l'évacuation de Dunkerque (1940).

| Date     | Troupes évacuées depuis les plages | Troupes évacuées depuis le port de Dunkerque | Total   |
| -------- | ---------------------------------- | -------------------------------------------- | ------- |
| 27 mai   | -                                  | 7 669                                        | 7 669   |
| 28 mai   | 5 930                              | 11 874                                       | 17 804  |
| 29 mai   | 13 752                             | 33 558                                       | 47 310  |
| 30 mai   | 29 512                             | 24 311                                       | 53 823  |
| 31 mai   | 22 942                             | 45 072                                       | 68 014  |
| 1er juin | 17 348                             | 47 081                                       | 64 429  |
| 2 juin   | 6 695                              | 19 561                                       | 26 256  |
| 3 juin   | 1 870                              | 24 876                                       | 26 746  |
| 4 juin   | 622                                | 25 553                                       | 26 175  |
| Total    | 98 780                             | 239 446                                      | 338 226 |

### Petits bâtiments
La plupart des « petits navires » étaient des bateaux de pêche ou de plaisance, privés. Les navires de commerce contribuèrent également à l'opération, y compris un certain nombre de navires venant de plus lointaines contrées (île de Man et Glasgow). Guidés par les embarcations de la marine à travers la Manche, depuis l'estuaire de la Tamise et Douvres, ces petits navires ont été en mesure de beaucoup plus s'approcher de la plage et ont fait la navette entre le rivage et les destroyers, embarquant les troupes qui faisaient la queue dans l'eau (certains attendaient pendant des heures, de l'eau jusqu'aux épaules, pour embarquer sur des navires plus grands). Des milliers de soldats ont également été rapatriés à bord de petits navires en Grande-Bretagne.
Trente-neuf bateaux côtiers néerlandais qui avaient échappé à l'occupation des Pays-Bas par les Allemands le 10 mai ont été invités par le bureau maritime néerlandais de Londres à se joindre à l'opération de sauvetage. Les bateaux côtiers néerlandais ont été capables de s'approcher très près des plages grâce à leur fond plat et sauvèrent 22 698 hommes, malgré la perte de sept bateaux.
Dix-neuf canots de sauvetage de la Royal National Lifeboat Institution (RNLI) ont fait route vers Dunkerque. Ceux rattachés aux postes de sauvetage de Ramsgate et de Margate ont été conduits directement en France par leurs équipes de bénévoles habituels, mais les autres ont navigué jusqu'à Douvres, où ils ont été réquisitionnés par la Royal Navy, qui a fourni les équipages. Quelques équipages de la RNLI sont restés à Douvres pour mettre en place un atelier de réparation et de ravitaillement en carburant pour les petits navires. Le canot de sauvetage The Viscountess Wakefield a été perdu après qu'il eut atteint la plage de Dunkerque. Le Jane Holland a subi une voie d'eau lors d'un éperonnage accidentel par un torpilleur, puis son moteur est tombé en panne après avoir été mitraillé par un avion. Il a été abandonné, mais retrouvé plus tard à la dérive, il a été remorqué jusqu'à Douvres et réparé. Il est retourné au service actif le 5 avril 1941.
Faisaient notamment partie de cette flottille de canots de sauvetage :
- The Cyril and Lilian Bishop (numéro officiel de la RNLI 740), un canot auto-redressable de 10,82 mètres basé à Hastings[48] ;
- Jane Holland, douze mètres, un canot auto redressable d'Eastbourne[47] ;
- The Michael Stevens (ON 838), un 46 pieds (14 m) de la classe Watson basé à Lowestoft[49] ;
- The Viscountess Wakefield (ON 783), un 41 pieds (12 m) de la classe Watson de Hythe dans le Kent[50] ;
- Thomas Kirk Wright (ON 811), un 32 pieds (9,8 m) de la classe Surf de Poole[51] ;
- un canot sans nom (ON 826), un 35 pied (10,7 m), un canot auto-redressable nouvellement construit. Il a été réparé et remis au service actif en 1941 à Cadgwith avec le nom de Guide of Dunkirk[51] ;
- Mary Scott. Lancé en 1925, longueur 14,17 m, disposant d'un mât de 3,89 m, et d'un tirant d'eau d'un mètre. À Southwold, le Mary Scott a été remorqué jusqu'à Dunkerque par le bateau à aubes Empress of India, avec deux autres petits bateaux. À eux trois, ils ont transporté 160 hommes jusqu'à leur vaisseau-mère, et ont fait un voyage avec cinquante hommes à bord jusqu'à un autre navire de transport. Il a été abandonné sur la plage, récupéré et remis en service par la RNLI de Southwold ;
- Dowager. Lancé en 1933, comme le Rosa Woodd et le Phyllis Lunn. 12,5 m de long, doté d'un mât haut de 3,56 m, et disposant d'un tirant d'eau de 0,91 m. Basé à Shoreham, Il a fait trois voyages entre Douvres et Dunkerque ;
- Stenoa. Mis à la mer en 1929, comme le Cecil and Lilian Philpott. Longueur 13,87 m, doté d'un mât haut de 3,81 m, et disposant d'un tirant d'eau de 1,37 m. Il a sauvé 51 personnes de la plage de Dunkerque. Puis est retourné au service dans la RNLI à Newhaven.

## Pertes

### Hommes et matériels
Malgré le succès de l'opération, 40 000 soldats, pour l'essentiel français, ont été capturés dans la poche de Dunkerque. En outre, tous les équipements lourds et les véhicules ont dû être abandonnés. 2 472 canons, près de 65 000 véhicules et 20 000 motocyclettes ont été laissés en France. 377 000 tonnes d'approvisionnement, plus de 68 000 t de munitions et 147 000 t de carburant ont également été abandonnées.

### Pertes navales
Six destroyers britanniques et sept français ont été coulés, avec neuf autres grands bateaux. En outre, 19 destroyers ont été endommagés. Au total, plus de 200 bâtiments alliés ont été coulés et autant ont été endommagés.
Les pertes les plus importantes de la Royal Navy sont les six destroyers suivants :
- HMS Grenade (H86), touché par attaque aérienne de Stukas dans le port, il est remorqué par le chalutier John Cattling au large de la jetée est de Dunkerque et explose le 29 mai 51° 24′ 28″ N, 2° 49′ 10″ E;
- HMS Wakeful (H88) (en), coulé par deux torpilles du Schnellboot (E-boot) S-30 le 29 mai 51° 24′ 44″ N, 2° 43′ 22″ E;
- HMS Grafton (H89), coulé par une torpille du U-62 le 29 mai 51° 24′ 00″ N, 2° 49′ 00″ E, le commandant, 15 membres d'équipage et 35 soldats meurent dans l'explosion et approximativement 750 soldats sont évacués sur le HMS Ivanhoe et le ferry anglais Malines[54];
- HMS Basilisk (H11) (en) est touché par une bombe d'un première attaque aérienne qui détruit les moteurs le 1er juin. Le Chalutier français Jolie Mascotte essaye de le remorquer. Une seconde attaque rompt les amarres. La troisième coule le HMS Basilik 51° 08′ 16″ N, 2° 35′ 06″ E;
- HMS Havant juin coulé par une attaque aérienne de Stukas lors d'un retour vers Douvres le 1er juin 51° 08′ 00″ N, 2° 15′ 49″ E
- HMS Keith (en), coulé par une attaque aérienne au large des plages, le 1er juin à 09:45 à la position 51° 04′ 46″ N, 2° 26′ 47″ E.

La marine française a perdu 18 navires de guerre :
- deux contre-torpilleurs de la classe Jaguar:
  - Le Jaguar, frappé le 23 mai par une torpille tirée par le Schnellboot S-21 ou S-23. Le navire s'échoue à Malo-les-Bains 51° 03′ 45″ N, 2° 22′ 14″ E.
  - Le Chacal, atteint par 4 bombes le 24 mai lors d’une attaque par des bombardiers allemands, coulé par la défense côtière.
- Six torpilleurs de la classe Bourrasque et classe L'Adroit:
  - L'Adroit, gravement endommagé le 21 mai lors d’une attaque par des bombardiers allemands He 111, échoué sur la plage il explose et se coupe en deux 51° 03′ 35″ N, 2° 23′ 09″ E.
  - L'Orage, coulé par une attaque aérienne de la Luftwaffe, le 23 mai;
  - Le Bourrasque, par un tir de batterie depuis la plage de Nieuport le 30 mai (comme l'a reconnu plus tard un jugement du tribunal de guerre qui a innocenté le capitaine de Frégate Fouqué) 51° 14′ 58″ N, 2° 23′ 02″ E;
  - Le Siroco, coulé en pleine mer par les Schnellboote S-23 et S-26 le 31 mai 51° 18′ 58″ N, 2° 14′ 13″ E;
  - Le Foudroyant, coulé par une attaque aérienne au large des plages, le 1er juin 51° 05′ 03″ N, 2° 15′ 30″ E.
- 10 dragueurs auxiliaires:
  - Alexandrine, Dijonnais, Denis Papin, Emile Deschamps, Etoile du Nord, Jeannine, La Majo, Marguerite Rose, Moussaillon, Vénus II
- un patrouilleur: La Lorientaise[15]

La Royal Navy a revendiqué avoir détruit 35 appareils de la Luftwaffe grâce aux tirs depuis ses navires durant la période du 27 mai au 1er juin, et avoir endommagé 21 autres aéronefs.

### Pertes aériennes
Winston Churchill a révélé dans ses écrits sur la Seconde Guerre mondiale que la Royal Air Force (RAF) avait joué un rôle majeur dans la protection des troupes en retraite contre la Luftwaffe. Churchill a également écrit que le sable des plages avait amorti les explosions des bombes allemandes.
Entre le 26 mai et le 4 juin, la RAF a enregistré un total de 4 822 sorties au-dessus de Dunkerque, perdant un peu plus de 100 avions dans les combats. Heureusement pour la BEF, le mauvais temps a cloué au sol la Luftwaffe pendant la plus grande partie de l'opération, contribuant ainsi à réduire les pertes,.
La RAF a revendiqué la destruction de 262 appareils de la Luftwaffe au-dessus de Dunkerque. La RAF a perdu 177 avions entre le 26 mai et le 3 juin, tandis que la Luftwaffe a perdu 240 avions pendant la même période. Les pertes de chasseurs d'unités basées en France et en Grande-Bretagne du 10 mai au 4 juin se sont élevées à 432, tandis que le total des pertes de la RAF, toutes causes confondues pendant les mois de mai et juin ont été de 959 appareils, dont 477 chasseurs. Cependant, la plupart des duels aériens ont eu lieu loin des plages et les troupes en retraite ont largement ignoré cette aide vitale. En conséquence, de nombreux soldats britanniques accusèrent amèrement les aviateurs de n'avoir rien fait pour les aider.

## Conséquences

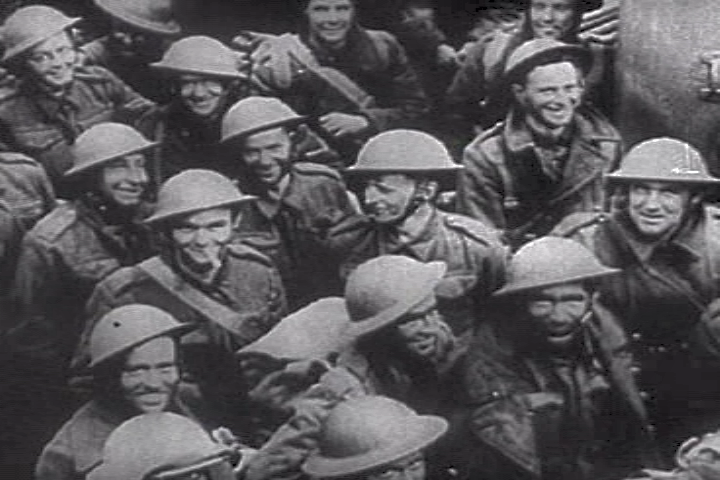
Troupes britanniques évacuées rassemblées à bord d'un navire à Dunkerque.

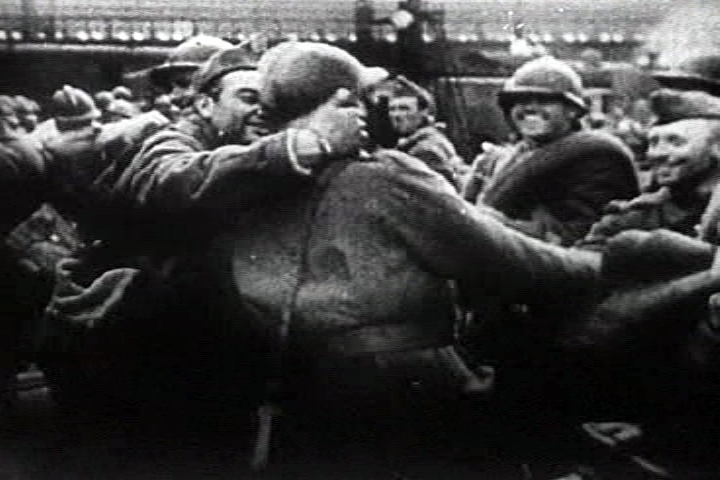
Troupes françaises évacuées de Dunkerque débarquant dans un port de la côte sud de l'Angleterre.

La conséquence immédiate de l'opération est le déséquilibre des forces entre les armées alliées et les armées allemandes sur le territoire français ; à compter de cette évacuation, la bataille de France est irrémédiablement compromise pour les troupes françaises poursuivant le combat.
Avant que l'opération ne soit achevée, le pronostic avait été sombre, avec Winston Churchill qui prévenait la Chambre des communes à s’attendre à « des nouvelles dures et lourdes ». Par la suite, Churchill fait mention à l'issue de cette opération d’un « miracle », et la presse britannique a présenté l'évacuation comme une « catastrophe qui a basculé vers le triomphe », succès tel que Churchill a dû rappeler au pays, dans un discours à la Chambre des communes le 4 juin, que « nous devons être très prudents de ne pas attribuer à cette délivrance les attributs d'une victoire. Les guerres ne se gagnent pas avec des évacuations ». Néanmoins, les exhortations à « l'esprit de Dunkerque », une expression utilisée pour décrire la tendance de l'opinion publique britannique à se rassembler et à surmonter les moments d'adversité, sont toujours présentes dans l’inconscient britannique aujourd'hui.
Le sauvetage des troupes britanniques à Dunkerque a fourni une impulsion psychologique au moral britannique, pour l'ensemble du pays cela a été considéré comme une grande victoire. Alors que l'armée britannique avait perdu une grande partie de ses équipements et de ses véhicules en France, elle avait sauvé la plupart de ses soldats et a pu les affecter à la défense de la Grande-Bretagne. Une fois la menace d'invasion passée, ils ont été transférés outremer, au Moyen-Orient et sur d'autres théâtres. Ils ont également formé le noyau de l'armée qui est retournée en France en 1944.
Les forces terrestres allemandes auraient pu pousser leur attaque contre le corps expéditionnaire britannique (BEF) et ses alliés, en particulier après avoir conquis les ports de Calais et Boulogne. Pendant des années, on a supposé qu’Adolf Hitler avait ordonné à l'armée allemande d'arrêter l’attaque pour favoriser les bombardements par la Luftwaffe. Toutefois, selon le journal de guerre officiel du Groupe d'armées A, le Generalfeldmarshall Gerd von Rundstedt — le chef d'état-major général —, préoccupé par la vulnérabilité de ses flancs et l’approvisionnement de ses troupes en pointe, a ordonné l'arrêt. Hitler aurait simplement validé l’ordre quelques heures plus tard. Cette accalmie a donné aux Alliés quelques jours pour évacuer par voie maritime. Néanmoins, il convient de noter que les journaux des unités et formations sont tenus par des officiers subalternes n'ayant pas toutes les informations et ceux-ci contiennent souvent des erreurs. Ce que le passage plutôt vague du journal de guerre suggère, au mieux, est que Rundstedt exprima, dans son rapport, certaines inquiétudes qui s'accordaient avec celles du Führer. Selon les témoignages de tous les officiers Allemands impliqués, cet ordre fut bel et bien donné par Hitler.
Plusieurs hauts commandants allemands, par exemple, les généraux Erich von Manstein et Heinz Guderian, ainsi que l'amiral Karl Dönitz, ont considéré l'incapacité du haut commandement allemand à ordonner un assaut rapide sur Dunkerque pour éliminer le BEF comme l'une des principales erreurs que les Allemands aient commises sur le front occidental durant la Seconde Guerre mondiale.
Plus de 100 000 soldats français évacués ont été transférés vers des camps dans différents lieux dans le sud-ouest de l'Angleterre où ils ont été hébergés temporairement, avant d'être rapidement rapatriés. Les navires britanniques ont transporté les troupes françaises à Brest, Cherbourg et vers d’autres ports de la Normandie et de la Bretagne, bien que seulement environ la moitié des troupes rapatriées ait été déployée contre les Allemands avant l'armistice. Seule une minorité resta en Angleterre et rejoignit, par la suite, la France libre. Pour beaucoup de soldats français, l'évacuation de Dunkerque ne fut pas un salut, mais un sursis de quelques semaines avant d'être faits prisonniers par l'armée allemande en France.
En France, la préférence perçue de la Royal Navy pour évacuer les forces britanniques au détriment des Français a conduit à un certain ressentiment. L'amiral français François Darlan avait à l’origine ordonné que les forces britanniques devraient avoir la préférence, mais Churchill était intervenu, lors d'une réunion le 31 mai à Paris, pour ordonner que l'on procède de façon égale pour les deux armées et pour que les Britanniques forment l'arrière-garde. Les 35 000 soldats de l'arrière-garde furent pour l'essentiel français. Ils furent capturés après que l'évacuation fut prolongée d’une journée et permit d’embarquer 26 175 Français en Grande-Bretagne le 4 juin.
Pour sept soldats qui se sont échappés de Dunkerque, un homme a été fait prisonnier de guerre. La majorité de ces prisonniers ont dû gagner l'Allemagne à pied, en convoi. Certains ont rapporté le traitement brutal subi de la part de leurs gardiens, dont les coups, la faim, et les assassinats. En particulier, les prisonniers britanniques se plaignaient que les prisonniers français reçoivent un traitement préférentiel. Une autre plainte majeure était que les gardes allemands renversaient les seaux d'eau qui avaient été laissés au bord de la route par des civils français. Beaucoup de prisonniers ont été conduits vers la ville de Trèves, au bout de 20 jours de marche. D'autres ont été conduits jusqu’à l'Escaut et ont été envoyés par barge vers la Ruhr. Les prisonniers étaient ensuite envoyés par train dans les différents camps de prisonniers de guerre en Allemagne. La majorité des prisonniers, les caporaux et les soldats, ont travaillé par la suite pour l'industrie allemande et l'agriculture pendant cinq ans.
Les pertes très importantes de matériel militaire abandonné à Dunkerque ont renforcé la dépendance financière du gouvernement britannique envers les États-Unis.
La croix de saint Georges arborée à l'étrave d'un bateau est connue comme le pavillon de Dunkerque et est seulement arborée par les bateaux civils de toutes tailles qui ont pris part à l'opération de sauvetage de Dunkerque en 1940. Les seuls autres navires autorisés à arborer ce pavillon à l'étrave sont ceux avec un amiral de la flotte à bord.
Le sociologue Richard Titmuss a vu dans cet événement les germes de la « société généreuse » à venir. À l'été 1940, avec Dunkerque, « l'humeur du peuple changea et, avec elle, les valeurs. Puisque les dangers devaient être partagés, il devait en être de même pour les ressources ».

## Dans les arts et la culture populaire

### Filmographie

#### Cinéma
- 1940 : Channel Incident d'Anthony Asquith.
- 1941 : Un Yankee dans la RAF d'Henry King.
- 1942 : Madame Miniver de William Wyler.
- 1958 : l'histoire est l'objet du Dunkerque de Leslie Norman.
- 1964 : Week-end à Zuydcoote d'Henri Verneuil.
- 2007 : Reviens-moi de Joe Wright.
- 2016 : Une belle rencontre de Lone Scherfig.
- 2017 : Dunkerque de Christopher Nolan.
- 2017 : Darkest Hour de Joe Wright

#### Télévision

##### Série
- 1981 : produit par BBC Television Private Schulz (en), le personnage-titre (un espion allemand peu enthousiaste) s'échappe du Royaume-Uni grâce à un des bateaux d'évacuation voguant vers le continent.
- 2002 : l'évacuation est un point d'intrigue majeure dans l'épisode The White Feather (La plume blanche) de la série Foyle's War.
- 2004 : l'évacuation et la bataille de Dunkerque ont été jouées de nouveau dans le docudrame de la BBC Television Dunkerque (en) ;

### Littérature
- The Snow Goose (L'oie des neiges), un roman de 1941 de Paul Gallico, a raconté l'histoire d'un artiste solitaire qui participe à l'évacuation au prix de sa vie. Il a donné lieu à un film, avec Richard Harris et Jenny Agutter, qui a été primé en 1971 ;
- De Dunkerke en Liverpool publié en 1940 : C'est le témoignage direct (et brutal) du libraire parisien Pierre Béarn , mobilisé comme quartier maître, qui commandait un chalutier participant à l'évacuation .Sans complaisance ni pour l' Etat Major Anglais, ni pour les gaullistes cet ouvrage publié en 1940 chez Gallimard a été récupéré par la Propagande allemande , au grand dam de son auteur[74].
- le thriller de Katherine Kurtz Lammas Night met en scène un personnage pris dans l'évacuation ;
- le roman Week-end à Zuydcoote de Robert Merle publié en 1949 raconte l'histoire d'un soldat français lors de l'évacuation. Il a remporté le prix Goncourt la même année. Il a été adapté au cinéma en 1964 par Henri Verneuil ;
- l'évacuation a été figurée en bonne place dans le roman de Ian McEwan Expiation et dans l'adaptation cinématographique Reviens-moi (2007). La version cinématographique contient une séquence continue de 4 minutes et demie montrant des troupes alliées sur la plage de Dunkerque qui attendent d'être évacuées (filmé sur la plage de Redcar, Yorkshire du Nord) ;
- le roman Dunkirk Crescendo (2005) de Bodie Thoene (en) met en scène le miracle de Dunkerque. Le roman commence début mai, avant que Churchill ne devienne Premier ministre, et se termine le 4 juin, lorsque l'évacuation s'achève ;
- l'évacuation est mise en scène dans le roman de Doctor Who The Nemonite Invasion (en) (2009) ;
- dans le roman de Connie Willis, Black-out (2010), Mike Davies, l'un des protagonistes voyageur dans le temps de l'histoire, a l'intention d'observer l'évacuation comme un historien, mais est inconsciemment attiré par l'action, le faisant s'inquiéter d'avoir peut être fait quelque chose qui changera le cours de l'histoire ;
- le roman pour jeunes adultes de Nancy L. Hull On Rough Seas (Sur des mers agitées) (2008), une adolescente de 14 ans, Alex Curtis prend part à l'évacuation de Dunkerque ;
- dans le roman de Dorita Fairlie Bruce (en) Toby of Tibbs Cross, Miles Haydon prend son bateau et met le cap sur Dunkerque pour aider à l'évacuation. Le livre a été publié en 1942 et est un récit fictif intéressant car contemporain de l'évacuation ;

### Jeux vidéos
- le jeu vidéo armes Secret Weapons Over Normandy se concentre sur l'évacuation de Dunkerque pendant la mission Adlertag ;
- dans le jeu vidéo Blazing Angels: Squadrons of WWII, deux missions se concentrent sur l'évacuation ;

### Musique
- Diptyque écrit par Connie Willis et composé de Black-out et All Clear, tous deux parus en 2010

### Autre
- les efforts de l'historien de la télévision Dan Snow (en) pour sauver les Britanniques bloqués en France à la suite de perturbations du transport aérien en raison de l'éruption volcan Eyjafjallajökull en 2010 ont été décrits comme recréant l'esprit de Dunkerque. La police française à Calais a stoppé leur effort[75] ;
- En juillet 2019, une application mobile Operation Dynamo - Dunkerque 1940[76],[77], réalisée pour Dunkerque Grand Littoral, permet de découvrir en contexte les différents événements clés de l'évacuation, en différents points de vue (soldats, civils), au travers de récits, d'archives et d'expériences immersives en réalité augmentée ou virtuelle.

### Sources et bibliographie
- (en) Winston Churchill, Memoirs of the Second World War, Boston, Houghton Mifflin, 1959, 1065 p. (ISBN 0-395-59968-7).
- (en) Richard Collier, The Sands of Dunkirk, New York, Dell Publishing Co. Inc. / E.P.Dutton & Co. Inc., 1961.
- (en) Tony Denton, Handbook 2009, Shrewsbury, Royaume-Uni, Lifeboat Enthusiasts Society, 2009.
- (en) Norman Franks, The Air Battle of Dunkirk, Londres, William Kimber, 1983, 236 p. (ISBN 0-7183-0349-0).
- (en) W. J. R. Gardner, The Evacuation from Dunkirk : 'Operation Dynamo' 26 May – 4 June 1940., Londres, Frank Cass, 2000, 210 p. (ISBN 0-7146-5120-6, ISSN 1471-0757, lire en ligne).
- (en) Norman Gelb, Dunkirk : The Incredible Escape, Londres, Michael Joseph, 1990 (ISBN 0-7181-3203-3).
- Max Hastings, « A fine account of a triumphant defeat », The Telegraph, Book Review, 28 mai 2006. Consulté le 3 juin 2007.
- (en) Richard Holmes, Dunkirk evacuation, New York, Oxford University Press, coll. « The Oxford Companion to Military History », 2001, 1048 p. (ISBN 0-19-866209-2).
- (en) John Keegan, The Second World War, New York, Viking Penguin, 1989 (ISBN 0-670-82359-7).
- (en) Sean Longden, Dunkirk : The Men They Left Behind, Londres, Constable and Robinson, 2009, 589 p. (ISBN 978-1-84529-977-4).
- (en) Sean Longden, Hitler's British Slaves : Allied POWs in Germany 1939–1945, Londres, Constable and Robinson, 2007, 399 p. (ISBN 978-1-84529-519-6).
- (en) Walter Lord, The Miracle of Dunkirk, Londres, Allen Lane, 1983, 323 p. (ISBN 1-85326-685-X).
- (en) B. H. Liddell Hart, History of the Second World War, New York, Da Capo Press, 1999, 784 p. (ISBN 0-306-80912-5).
- (en) Nathan Miller, War at Sea : A Naval History of World War II, New York, Oxford University Press, 1997, 592 p. (ISBN 0-19-511038-2, lire en ligne).
- Jacques Mordal, Dunkerque, Paris, Éditions France Empire, 1968.
- (en) Jeff Morris, The Story of the Hastings Lifeboats, Coventry, Lifeboat Enthusiasts Society, 2000.
- (en) Jeff Morris et Dave Hendy, The Story of the Eastbourne Lifeboats, Coventry, Lifeboat Enthusiasts Society, 2006, 5e éd..
- (en) Williamson Murray et Alan R. Millett, A War to Be Won : Fighting the Second World War, Cambridge, MA: Belknap Press, 2000, 656 p. (ISBN 0-674-00163-X).
- (en) Richard Overy,, « A very British defeat », The Telegraph, Book Review, 28 mai 2006 (consulté le 3 juin 2007).
- (en) William Safire, Lend Me Your Ears : Great Speeches in History, New York, W. W. Norton & Company, 2004, 1055 p. (ISBN 0-393-04005-4).
- (en) Alan Salsbury, A History of the Exmouth Lifeboats, Wellington, Somerset, Royaume-Uni, Halsgrove, 2010 (ISBN 978-0-85704-073-2).
- (en) Hugh Sebag-Montefiore, Dunkirk : Fight to the Last Man, New York, Viking, 2006, 701 p. (ISBN 0-670-91082-1).
- (en) William L. Shirer, The Rise and Fall of the Third Reich, New York, Simon & Shuster, 1990 (1re éd. 1960), 1249 p. (ISBN 0-671-72868-7, lire en ligne).
- (en) A. J. P. Taylor, English History 1914–1945, Londres, Oxford, coll. « Oxford History of England », 1965.
- (en) Gerhard L. Weinberg, A World at Arms : a global history of World War II, New York, Cambridge University Press, 1994, 1178 p. (ISBN 0-521-44317-2).
- (en) Chester Wilmot, The Struggle for Europe, New York, Carroll & Graf, 1986, 766 p. (ISBN 0-88184-257-5).